# 伊格羅特
10°29′N 66°6′W / 10.483°N 66.100°W

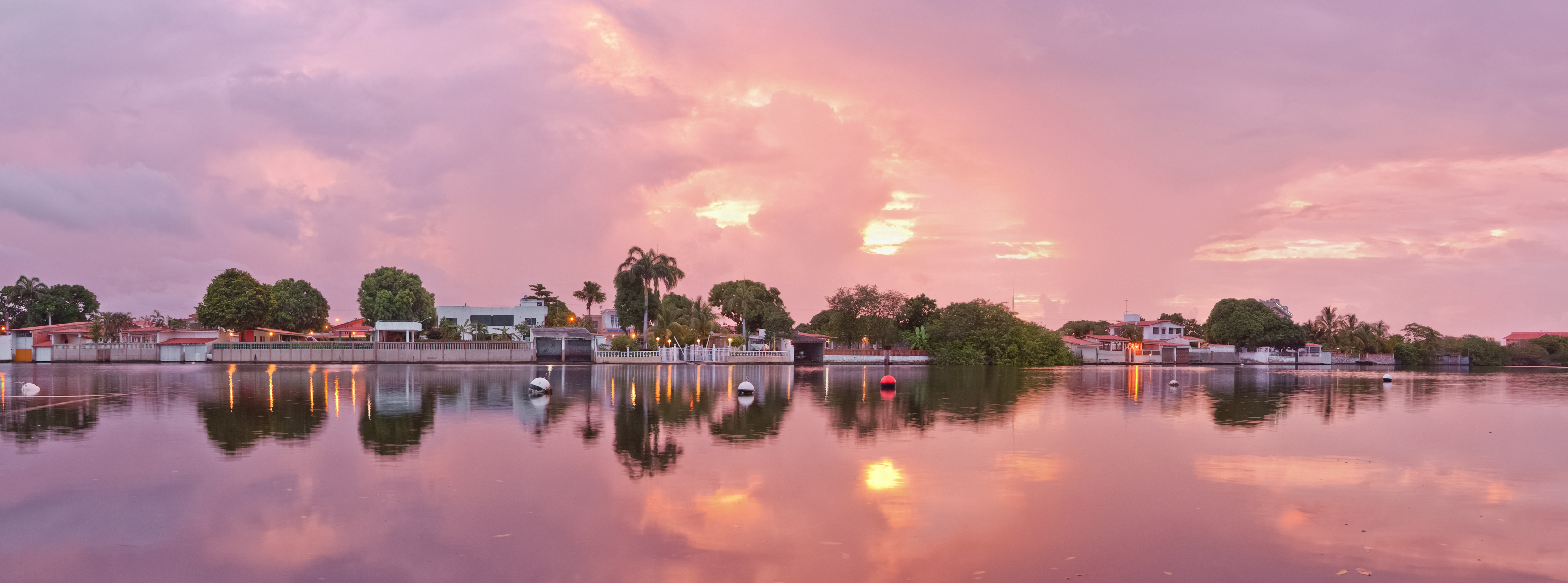

伊格羅特（西班牙語：Higuerote），是委內瑞拉的城鎮，位於該國北部米蘭達州，是布里翁市的首府，海拔高度1米，該鎮設有機場，並有公路與卡拉卡斯相連，2011年人口33,214。